# Дереза (Пакраць)
45°29′ пн. ш. 17°13′ сх. д. / 45.49° пн. ш. 17.21° сх. д.
Дереза (хорв. Dereza) — населений пункт у Хорватії, у Пожезько-Славонській жупанії у складі міста Пакраць.

## Населення
Населення за даними перепису 2011 року становило 13 осіб.
Динаміка чисельності населення поселення:

## Клімат
Середня річна температура становить 10,91 °C, середня максимальна — 24,87 °C, а середня мінімальна — -5,37 °C. Середня річна кількість опадів — 903 мм.
| Клімат поселення                              | Клімат поселення | Клімат поселення | Клімат поселення | Клімат поселення | Клімат поселення | Клімат поселення | Клімат поселення | Клімат поселення | Клімат поселення | Клімат поселення | Клімат поселення | Клімат поселення | Клімат поселення |
| Показник                                      | Січ.             | Лют.             | Бер.             | Квіт.            | Трав.            | Черв.            | Лип.             | Серп.            | Вер.             | Жовт.            | Лист.            | Груд.            |                  |
| Середній максимум, °C                         | 7,08             | 8,64             | 12,96            | 16,93            | 21,74            | 24,87            | 24,04            | 23,53            | 19,79            | 15,06            | 9,49             | 5,35             |                  |
| Середня температура, °C                       | 0,85             | 2,41             | 6,73             | 10,69            | 15,51            | 18,64            | 20,51            | 19,98            | 16,26            | 11,53            | 5,95             | 1,81             |                  |
| Середній мінімум, °C                          | −5,37            | −3,82            | 0,50             | 4,46             | 9,28             | 12,41            | 16,96            | 16,45            | 12,71            | 7,99             | 2,42             | −1,72            |                  |
| Норма опадів, мм                              | 57               | 50               | 62               | 73               | 83               | 99               | 82               | 91               | 74               | 79               | 86               | 67               |                  |
| Середньомісячна швидкість вітру, м/с          | 1.92             | 2.18             | 2.50             | 2.40             | 2.20             | 2.00             | 1.95             | 1.80             | 1.81             | 1.89             | 1.94             | 1.97             |                  |
| Середньомісячна сонячна радіація, кДж/м²·день | 4364             | 7127             | 10901            | 15320            | 19472            | 21679            | 22579            | 19845            | 14850            | 9195             | 4883             | 3601             |                  |
| --------------------------------------------- | ---------------- | ---------------- | ---------------- | ---------------- | ---------------- | ---------------- | ---------------- | ---------------- | ---------------- | ---------------- | ---------------- | ---------------- | ---------------- |
| Джерело:                                      |                  |                  |                  |                  |                  |                  |                  |                  |                  |                  |                  |                  |                  |